# Araruama
Araruama este un oraș din unitatea federativă Rio de Janeiro, Brazilia. 